# 梅克内斯

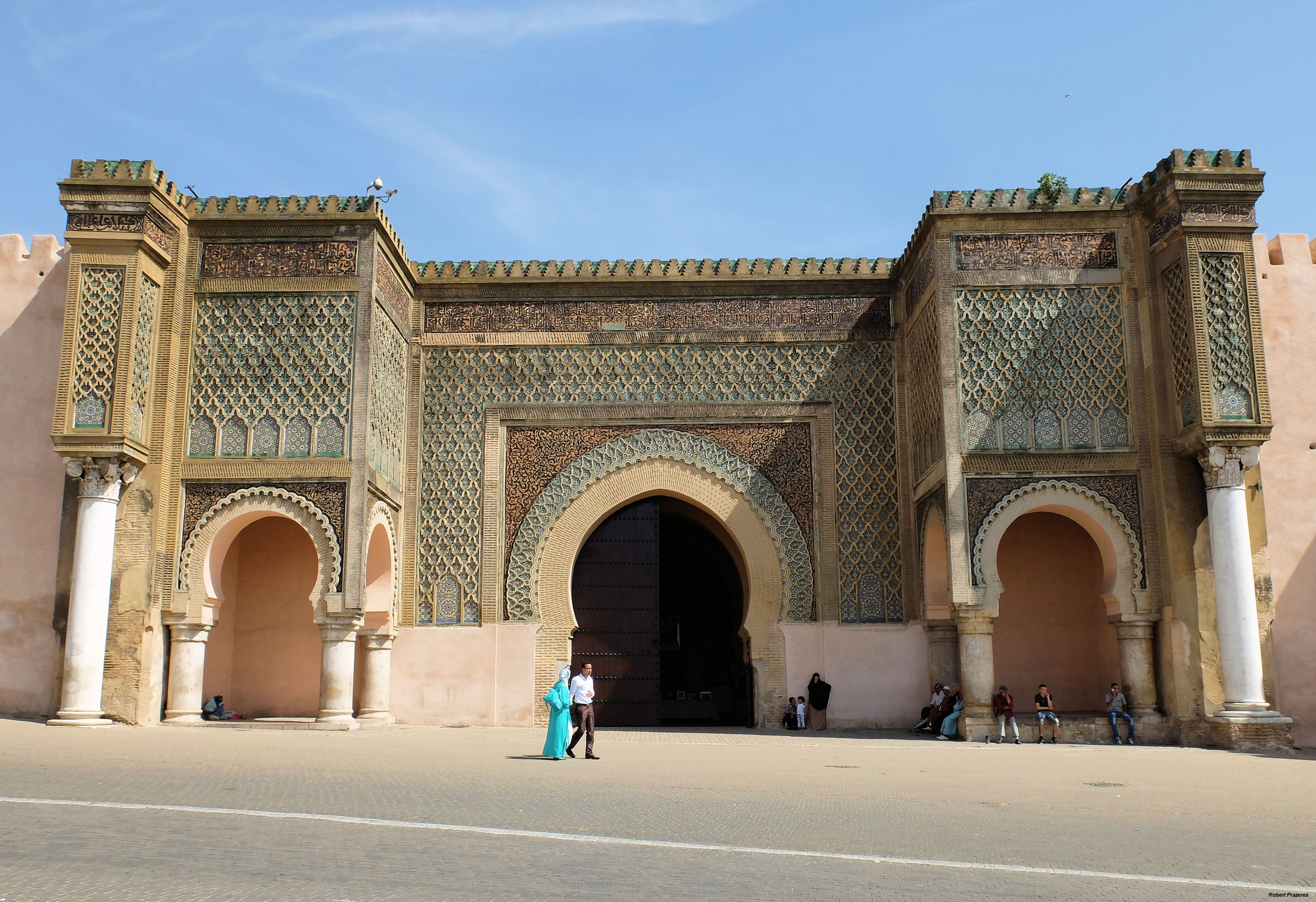
梅克内斯曼索門正面

梅克内斯（羅馬化：maknās, 發音：[maknaːs]，羅馬化：amknas）坐落于摩洛哥的北部，处在首府拉巴特与非斯的中间，2014年人口632,079人，為全國第六大城。
梅克內斯為摩洛哥四大皇城之一。8世纪，这里仅是个堡垒。10世纪，巴巴里人的氏族战争使得一些村镇围绕梅克内斯建立起来，真正进入黄金时代是摩洛哥的苏丹穆萊·伊斯梅爾（1672年－1727年）时期，是他使这成为帝国的首都。穆莱·伊斯梅尔在這座城市建造了巨大的皇宮建築群、防禦工事和大門 。梅克內斯古城區於1996年入選《世界文化遺產名錄》，其中最著名的就是蜿蜒徘徊的古城牆和城牆上眾多的馬格里布式古城門，因此梅克內斯也有“多門之城”的美稱。

## 友好城市
- 法國 瑟农